# Tifal
Le tifal est une langue papoue parlée en Papouasie-Nouvelle-Guinée, dans le district de Telefomin de la province de Sandaun.

## Classification
Le tifal fait partie des langues ok-oksapmin, une des familles de langues de l'ensemble trans-nouvelle-guinée.

## Phonologie
Les voyelles et les consonnes du tifal sont :

### Voyelles
|         | Antérieure    | Postérieure   |
| ------- | ------------- | ------------- |
| Fermée  | i [i] iː [iː] | u [u] uː [uː] |
| Moyenne |               | o [o] oː [oː] |
| Ouverte | e [eː]        | ɑ [ɑ] ɑː [ɑː] |

### Consonnes
|              |              | Bilabiales | Labiodent. | Alvéolaires | Dorsales | Dorsales |
| ------------ | ------------ | ---------- | ---------- | ----------- | -------- | -------- |
| Palatales    | Vélaires     | Bilabiales | Labiodent. | Alvéolaires |          |          |
| Occlusives   | Sourde       | p [p]      |            | t [t]       |          | k [k]    |
| Occlusives   | Sonore       | b [b]      |            | d [d]       |          |          |
| Fricative    | Fricative    |            | f [f]      | s [s]       |          |          |
| Nasale       | Nasale       | m [m]      |            | n [n]       |          | ŋ [ŋ]    |
| Latérale     | Latérale     |            |            | l [l]       |          |          |
| Semi-voyelle | Semi-voyelle | w [w]      |            |             | y [ j]   |          |

## Sources
- (en) Al Boush, 1994, Tifal Organised Phonology Data, Ukarumpa, SIL.
- (en) Wilco van den Heuvel, Sébastian Fedden, 2014, Greater Awyu and Greater Ok: Inheritance or Contact?, Oceanic Linguistics 53:1, pp. 1-36.